# Margarete M. Langen
Margarete Maria Langen (* 15. Juni 1888 als Margarete Noa in Berlin; † 8. oder 9. Dezember 1931 ebenda) war eine deutsche Drehbuchautorin.

## Leben und Wirken
Die Tochter von Emanuel Noa und seiner Frau Hedwig, geborene Groß, hatte in der väterlichen Fabrik eine kaufmännische Ausbildung erhalten und im Alter von 17 Jahren nebenbei zu schreiben begonnen. Nach ersten veröffentlichten Artikeln heiratete sie 1912 den Kaufmann Curt Langen, zwei Jahre später war sie bereits Witwe. Daraufhin knüpfte Langen Kontakte zur Filmbranche und konnte ein Manuskript bei einem Danny-Kaden-Film unterbringen. Im selben Jahr (1917) wurde sie von einer Filmgesellschaft als stellvertretende Reklamechefin eingestellt und im Jahr darauf, dem letzten Kriegsjahr 1918, mit Unterstützung des Auswärtigen Amts nach Dänemark entsandt, um dort ausländische Propagandafilme zu begutachten.
Zurück in Deutschland, begann Margarete Langen 1919 regelmäßig – zunächst für die Berliner Eiko-Film – Filmmanuskripte zu verfassen. Dabei handelte es sich zumeist um minder wichtige Produktionen: Dramen, Melodramen und gelegentlich auch Literaturadaptionen, die sie allein verfasste. In späteren Jahren arbeitete sie überwiegend mit Kollegen zusammen.
1924 wurde sie von der Bavaria Film als Dramaturgin nach München geholt. Mit Carl Boeses Die Frau im Feuer durfte sie dort im selben Jahr auch einmal ein Drehbuch für eine Produktion mit einem Topstar (Asta Nielsen) schreiben. Bereits im Jahr darauf kehrte sie nach Berlin zurück. 1926 war Margarete Langen überdies am Manuskript zum ersten Heinz-Rühmann-Film Das deutsche Mutterherz beteiligt.
Bald nach der Vollendung ihrer einzigen Arbeit beim Tonfilm (Der Weg nach Rio), der letzten Regiearbeit ihres Bruders Manfred Noa, an dessen Seite sie 1919 kontinuierlich zu schreiben begonnen hatte, starb Margarete Langen 1931 in ihrer Wohnung in Berlin-Schöneberg.
Ihre Schwester war die Schauspielerin Charlotte Noa alias Loo Hardy.

## Filmografie
- 1919: Die Galoschen des Glücks
- 1919: Moderne Töchter
- 1919: Das Mädchen und die Männer
- 1919: Liebe
- 1920: Haß
- 1921: Götzendämmerung / Opfer der Keuschheit
- 1921: Schieber
- 1921: Söhne der Nacht (2 Teile)
- 1921: Der heilige Hass
- 1923: Das Wirtshaus im Spessart
- 1923: Mädchen, die man nicht heiratet
- 1923: Der Regattafürst
- 1924. Sklaven der Liebe
- 1924: Die Frau im Feuer
- 1925: Die Königsgrenadiere
- 1925: Die drei Portiermädel
- 1925: Der Mann im Sattel
- 1926: Der Provinzonkel
- 1926: Das deutsche Mutterherz
- 1926: Die versunkene Flotte
- 1927: Zirkus Renz
- 1928: Casanovas Erbe
- 1927: Die Sünderin
- 1928: Der fesche Husar
- 1928: Moderne Piraten
- 1931: Der Weg nach Rio